# Urea Reduction Ratio
Urea Reduction Ratio (URR) ist ein Parameter um die Dialyseeffektivität zu bestimmen und ein wesentlicher Bestandteil zur Beurteilung der Dialyseeffizienz. Ein weiterer Parameter zu dieser Beurteilung ist das Kt/V.
Der Wert kann durch die Formel
{\displaystyle URR={\frac {U_{\text{pre}}-U_{\text{post}}}{U_{\text{pre}}}}\times 100\,\%}
ermittelt werden.
Dabei ist
- {\displaystyle U_{\text{pre}}} Harnstoff-Level vor der Dialyse
- {\displaystyle U_{\text{post}}} Harnstoff nach der Dialyse

Bei der Hämodialyse (dreimal/Woche) sollte dabei ein URR von 65 % erreicht werden. Das entspricht einem Kt/V von 1,2. Wird öfter als dreimal pro Woche dialysiert, kann dieser Wert auch geringer sein.